# Gerbert de Montreuil
Gerbert de Montreuil (* in der ersten Hälfte des 13. Jahrhunderts; † wahrscheinlich in der zweiten Hälfte des 13. Jahrhunderts) war ein französischer Dichter. Er gilt als Verfasser zweier Versdichtungen, des Roman de la Violette ou de Gérard de Nevers (Li romans de la violete, ms. BnF, fr. 1374) und der Vierten Fortsetzung des Perceval von Chrétien de Troyes, auch Gerberts-Fortsetzung genannt.
Die Gerbert-Fortsetzung zählt 17.090 Verse und wurde vor 1235 verfasst.
Das literarische Motiv des Roman de la Violette (zwischen 1227 und 1229) ist die Wette zweier Männer auf die (Un)Treue einer Braut. Diese Dichtung umfasst 6.654 Verse.
Zahlreiche Nachahmungen zeugen von der Beliebtheit dieses Stoffes. Giovanni Boccaccios Novelle II,9 seines Decamerone, William Shakespeares „Cymbeline“ und Carl Maria von Webers „Euryanthe“ zählen dazu.

## Werke
- Roman de la Violette ou de Gérard de Nevers, Silvestre, Paris 1834: Volltext auf archiv.org
- La Continuation de Perceval, kurz Gerberts Fortsetzung,  nfrz. La Quatrième Continuation de Perceval (Vierte Fortsetzung des Perceval)